# Europapokal der Landesmeister (Handball) 1976/77
Am Europapokal der Landesmeister 1976/77 nahmen 26 Handball-Vereinsmannschaften aus 26 Ländern teil. Diese qualifizierten sich in der vorangegangenen Saison in ihren Heimatländern für den Europapokal. Bei der 17. Austragung des Wettbewerbs konnte Steaua Bukarest nach 1968 zum zweiten Mal den Pokal gewinnen.

## 1. Runde
|                          | Gesamt |                         | Hinspiel | Rückspiel |
| ------------------------ | ------ | ----------------------- | -------- | --------- |
| Pallamano Trieste        | 39:76  | Steaua Bukarest         | 21:38    | 18:38     |
| Debreceni Dózsa          | 42:37  | ZSKA Sofia              | 23:16    | 19:21     |
| ČH Bratislava            | 46:13  | HC Oberglas Bärnbach    | 30:90    | 16:40     |
| Stella Sports Saint-Maur | 27:28  | Grasshopper Club Zürich | 12:80    | 15:20     |
| FH Hafnarfjörður         | 53:33  | Vestmanna ÍF            | 28:13    | 25:20     |
| Birkenhead HC            | 16:75  | HV Sittardia Sittard    | 05:36    | 11:39     |
| Ystads IF                | 42:29  | Sparta IF Helsinki      | 25:14    | 17:15     |
| ZSKA Moskau              | 42:36  | SC Leipzig              | 21:17    | 21:19     |
| Royal OC Flémalle        | 34:37  | HB Dudelange            | 18:18    | 16:19     |
| Belenenses Lissabon      | 33:49  | Hapoel Rehovot          | 16:30    | 17:19     |

Durch ein Freilos zogen BC Calpisa Alicante, Oppsal IF Oslo, Fredericia KFUM, Śląsk Wrocław, VfL Gummersbach und Titelverteidiger RK Borac Banja Luka direkt in das Achtelfinale ein.

## Achtelfinale
|                      | Gesamt |                         | Hinspiel | Rückspiel |
| -------------------- | ------ | ----------------------- | -------- | --------- |
| HB Dudelange         | 28:63  | Steaua Bukarest         | 11:28    | 17:35     |
| BC Calpisa Alicante  | 32:19  | Oppsal IF Oslo          | 14:70    | 18:12     |
| Debreceni Dózsa      | 45:54  | Fredericia KFUM         | 28:23    | 17:31     |
| ČH Bratislava        | 45:31  | Grasshopper Club Zürich | 25:19    | 20:12     |
| FH Hafnarfjörður     | 38:42  | Śląsk Wrocław           | 20:20    | 18:22     |
| VfL Gummersbach      | 42:33  | Hapoel Rehovot          | 25:15    | 17:18     |
| HV Sittardia Sittard | 31:34  | Ystads IF               | 17:14    | 14:20     |
| RK Borac Banja Luka  | 39:47  | ZSKA Moskau             | 23:26    | 16:21     |

## Viertelfinale
|                 | Gesamt |                     | Hinspiel | Rückspiel |
| --------------- | ------ | ------------------- | -------- | --------- |
| Steaua Bukarest | 40:39  | BC Calpisa Alicante | 22:19    | 18:20     |
| Fredericia KFUM | 50:40  | ČH Bratislava       | 25:17    | 25:23     |
| VfL Gummersbach | 39:34  | Śląsk Wrocław       | 16:14    | 23:20     |
| ZSKA Moskau     | 46:33  | Ystads IF           | 26:19    | 20:14     |

## Halbfinale
|                 | Gesamt |                 | Hinspiel | Rückspiel |
| --------------- | ------ | --------------- | -------- | --------- |
| VfL Gummersbach | 34:35  | ZSKA Moskau     | 18:20    | 16:15     |
| Steaua Bukarest | 48:41  | Fredericia KFUM | 29:22    | 19:19     |

## Finale
Das Finale fand am 22. April 1977 im Glaspalast von Sindelfingen statt.
|                 | Ergebnis |             |
| --------------- | -------- | ----------- |
| Steaua Bukarest | 21:20    | ZSKA Moskau |

## Siegermannschaft
| Steaua Bukarest |
| Nicolae Munteanu Cristian Gațu (Kapitän) Virgil Marchidan Radu Voina Ștefan Birtalan Gavril Kicsid Werner Stöckl Cezar Drăgăniță Dan Petru Laurențiu Roșu Ion Vărgălui Victor Neagu Constantin Tudosie |
| Cornel Oțelea (Trainer) |